# Матінка Баркер
Кейт «Матінка» («Ма») Баркер (ім'я при народженні - Арізона Донні Кларк, Еш-Гроув, Міссурі, 8 жовтня 1873 — 16 січня 1935, Оклаваха, Флорида) — американська злочинниця. Вона була членкинею та нібито матріархом банди, яка коїла численні вбивства та пограбування банків у 1930-х роках.

## Життєпис

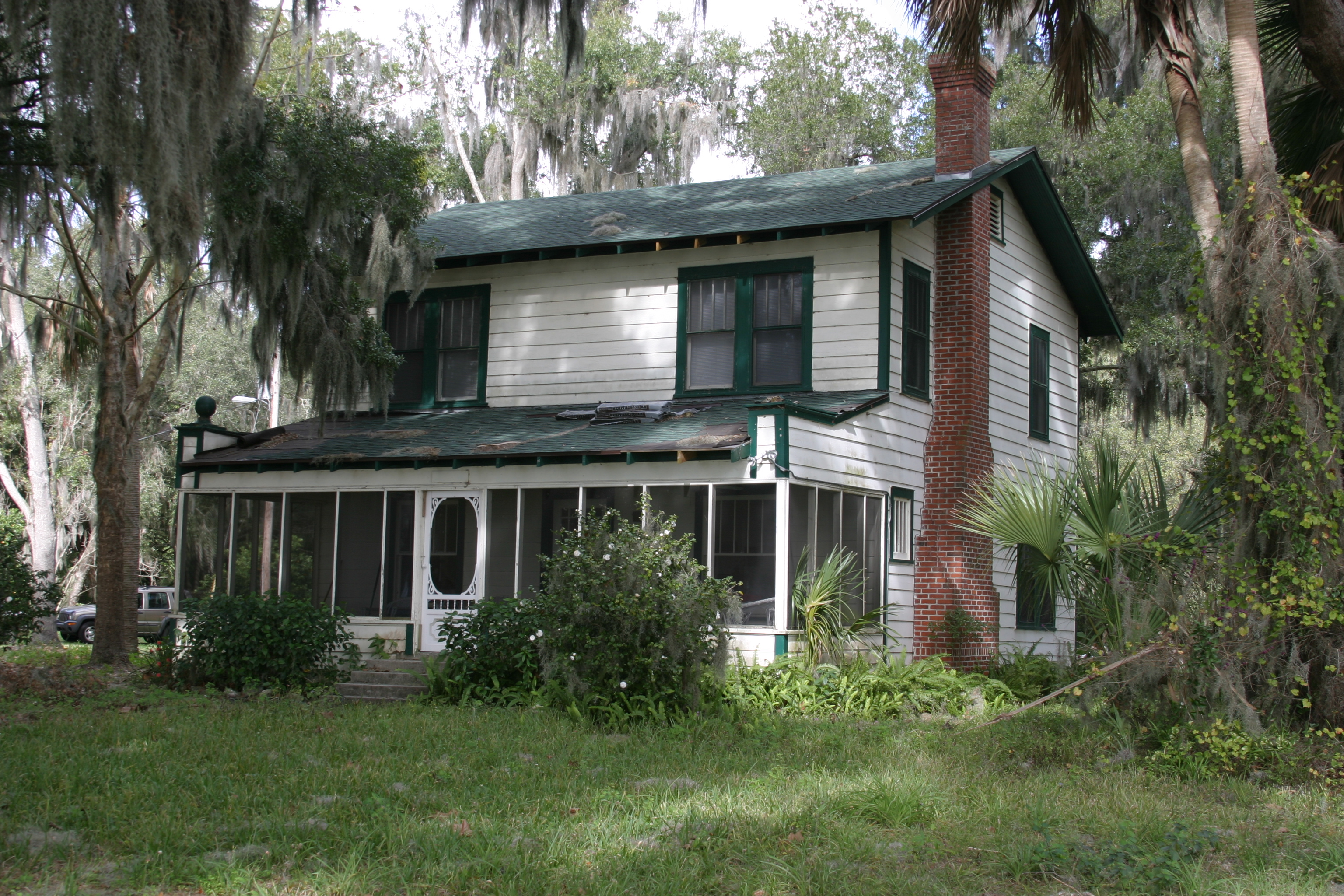
Будинок на озері Вейр, де в 1935 році ФБР застрелило Матінку Баркер і її сина Фредді.

Кейт Баркер (ім'я при народженні Арізона Донні Кларк) народилася у 1873 році в Міссурі. На початку 1890-х років вона вийшла заміж за Джорджа Баркера і змінила ім'я на Кейт Баркер. У пари було четверо синів: Герман (1893-1927), Ллойд (1897-1949), Артур (1899-1939) і Фред (1901-1935). Після того, як батько залишив сім'ю, приблизно в 1915 році Баркер і її сини переїхали до Талси, де їхній дім швидко став місцем зосередження злочинців. Брати Баркери скоїли низку злочинів, таких як крадіжка автомобілeй, викрадення людей та пограбування, за що були засуджені до тюремного ув'язнення.
Матінка Баркер була відомою тим, що задля звільнення своїх синів, переслідувала комісії з умовно-дострокового звільнення та наглядачів в'язниць. Син Фред був звільнений із в'язниці в 1931 році і разом зі своїм товаришем по ув'язненню Елвіном Карпісом заснував банду Баркера-Карпіса, яка вважалася надзвичайно жорстокою. ФБР намагалося арештувати членів банди живими, що вдалося в січні 1935 року. Коли Артур «Док» Баркер був схоплений, при ньому була знайдена карта Флориди, за допомогою якої було встановлене місцезнаходження Матінки Баркер і її сина Фреда у їхньому будинку на озері Вейр в окрузі Маріон. Після 45-хвилинної перестрілки обидва злочинці були вбиті.
Матінка Баркер довгий час вважався головою банди Баркер-Карпіс. Дж. Едгар Гувер, тодішній директор ФБР, назвав банду Матінки Баркер найгіршими злочинцями, за якими коли-небудь полювало ФБР. Але Карпіс у своїй автобіографії стверджував, що роль Матінки Баркер обмежувалася маскуванням банди під звичайну сім'ю матері із синами; у скоєнні самих злочинів вона не брала участі. Він та інші критики звинуватили ФБР у перебільшенні ролі Матінки Баркер, щоб продемонструвати свій успіх у боротьбі зі злочинністю та виправдати вбивство старої жінки.

## Зображення у масовій культурі
Публічно поширений образ Матінки Баркер став основою для кримінальних фільмів «Безжальні вбивці» (1960) і «Кривава мама» (1970). Режисером останнього став Роджер Корман; головну роль Матінки зіграла Шеллі Вінтерс. У фільмі Баркер зображена як зіпсована мати, яка заохочує своїх дітей до злочинів та є організаторкою банди. Молодий Роберт Де Ніро з'являється у фільмі у ролі Ллойда Баркера. У 1995 році Марк Л. Лестер також зняв історію Матінки Баркер під назвою «Ворог суспільства № 1» з Терезою Рассел і Еріком Робертсом у головних ролях.
Міф про Матінку Баркер було використано для створення кількох вигаданих персонажів. До них належать Мамця Барбос, мати Братів Барбосів (в англомовному оригіналі Beagle Boys) із мультсеріалу «Качині історії», Ма Паркер у телесеріалі «Бетмен» і Матінка Далтон, мати Далтонів у коміксах «Щасливчик Люк». Пісня Ma Baker поп-групи Boney M. 1977 року також була натхненна постатю Maтінки Баркер .

## Веб-посилання
- Матінка Баркер на сайті Find a Grave (англ.)